# Giuda impiccato
Giuda impiccato è un affresco di Pietro Lorenzetti, facente parte delle Storie della Passione di Cristo nel transetto sinistro della basilica inferiore di San Francesco ad Assisi. Il ciclo è databile al 1310-1319 circa.

## Descrizione e stile
La scena è molto rara, infatti è chiarificata dalla scritta "[I]scariotas", unica del ciclo. Solo il Vangelo di Matteo (27, 5) accenna brevemente all'impiccagione di Giuda dopo il tradimento, mentre gli Atti degli apostoli sono più espliciti, parlando di come l'apostolo traditore, dopo essersi comprato un podere coi soldi ricevuti, "si squarciò in mezzo e si sparsero fuori tutte le sue viscere". Tale fine è legata alla credenza, presso i popoli dell'antichità, che i demoni prendessero sede nel ventre del posseduto, che scoppiava nel momento della morte, facendoli fuoriuscire. 
La scena venne probabilmente scelta per la versatilità nell'adattarsi allo stretto spazio offerto a alto della finestra, quella che ridimensiona anche la Lavanda dei piedi. Lorenzetti fuse le due tradizioni, attingendo anche all'apocrifo Vangelo di Nicodemo, rappresentando l'uomo impiccato e col ventre squarciato, in cui si intravedono le viscere. Invece di appenderlo all'albero di fico, come da tradizione, lo dipinse impiccato a una trave di casa (seguendo appunto la versione di Nicodemo) con un realismo mai rappresentato prima: il collo è infatti spezzato, come l'artista aveva sicuramente notato nella vita reale, magari in uno dei criminali che spesso pendevano fuori dalle mura delle città come ammonimento.
Notevole anche l'ambientazione sotto un arco illusorio, scorciato con sapienza secondo un punto di vista al centro della volta.